# Королевская полевая артиллерия
Королевская полевая артиллерия (англ. Royal Field Artillery, сокращённо RFA) — подразделение Королевского полка артиллерии, предоставлявшего ближнюю артиллерийскую поддержку пехотным частям Британской армии. Образован 1 июля 1889 года, упразднён в 1924 году совместно с Королевской гарнизонной артиллерией.
Королевская полевая артиллерия была крупнейшим подразделением Королевского полка артиллерии, отвечавшим за оснащение и применение орудий среднего калибра (пушек и гаубиц), расположенных ближе к линии фронта, а также вполне мобильным. Она делилась на бригады, прикреплённые к дивизиям или более крупным воинским формированиям. Личный состав представляли солдаты регулярных войск и резервов. С октября 1914 года к ним присоединялись все призывники; с конца 1915 года бригады артиллерии были распределены по дивизиям нового образца (англ. New Army Divisions).
В 1921 году в ходе реформы в подразделения Королевской полевой артиллерии были преобразованы многие йоменские полки.

## Известные военнослужащие
- Эрнест Александр[англ.], генерал-майор, кавалер Креста Виктории (имел звание майора на момент совершения подвига, 24 августа 1914 года)
- Джеффри Вейси Холт (англ. Geoffrey Vesey Holt), младший лейтенант (убит 2 сентября 1917 года во время Третьей битвы при Ипре)[4]
- Колин Габбинс, генерал-майор (дослужился до звания капитана во время войны), сооснователь Управления специальных операций)
- Артур Дж. Хоббс (англ. Arthur G. Hobbs), рядовой-водитель, отмечен медалью «За выдающееся поведение»
- Дар Лайон[англ.], крикетист, второй лейтенант
- Норман Мэнли, премьер-министр Ямайки в 1959—1962 годах, награждён Воинской медалью
- Дональд Маклеод[англ.], канонир; 5 октября 1917 года в битве при Пашендейле потерял ногу и умер от потери крови на следующий день.
- Сесил Паттесон Никаллс[англ.], игрок в поло, капитан артиллерии; кавалер ордена «За выдающиеся заслуги», застрелился 7 августа 1925 года[5]
- Альфред Уильям Саундерс[англ.], капитан Королевской полевой артиллерии, лётчик-ас ПМВ (12 побед), награждён крестом «За выдающиеся лётные заслуги»
- Гарт Невилл Уолфорд[англ.], капитан, кавалер Креста Виктории (26 апреля 1915 года, посмертно)
- Фрэнсис Уоллингтон[англ.], капитан, первый четырёхкратный кавалер Военного креста